# 日本民間放送労働組合連合会
日本民間放送労働組合連合会（にほんみんかんほうそうろうどうくみあいれんごうかい、略称：民放労連（みんぽうろうれん）、英語：Japan Federation of Commercial broadcast Workers' Unions）は、民放産業で唯一の労働組合の連合会である。ユニ・グローバル・ユニオン（UNI）、国際ジャーナリスト連盟（IFJ）に加盟しているとともに、全国労働組合総連合（全労連）にオブザーバー加盟している。また、日本マスコミ文化情報労組会議（MIC）に参加している。

## 概要
テレビ局やラジオ局等の民間放送産業に関わる労働者で組織している労働組合の連合会である。
2020年には、運動方針に対する考え方の対立や、民放労連の組合費の負担の高さを理由として、テレビ朝日労働組合がキー局の労組として初めて脱退した。

## 加盟組合
出典：
- 合同労働組合
  - 放送スタッフユニオン
- 北海道地方連合会
  - 札幌テレビ労働組合
  - HBCフレックス労働組合
  - テレビ北海道労働組合
- 東北地方連合会
  - 青森放送労働組合
  - 青森テレビ労働組合
  - 青森朝日放送労働組合
  - 青森ケーブルテレビ労働組合
  - 岩手放送労働組合
  - テレビ岩手労働組合
  - 岩手朝日テレビユニオン
  - 東北放送労働組合
  - 宮城テレビ放送労働組合
  - テレビユー山形労働組合
  - 福島テレビ労働組合
  - 福島中央テレビ労働組合
  - 福島放送労働組合
  - テレビユー福島労働組合
  - ラジオ福島労働組合
  - エム・ティー・エス労働組合
- 関東地方連合会[6]
  - 日本テレビ労働組合
  - 東京放送労働組合
  - テレビ東京労働組合
  - フジテレビ労働組合
  - テレビ東京労働組合
  - 山梨放送労働組合
  - テレビ山梨労働組合
  - 東京メトロポリタンテレビジョン労働組合
  - テレビ神奈川労働組合
  - 千葉テレビ放送労働組合
  - テレビ埼玉労働組合
  - 文化放送労働組合
  - ラジオNIKKEI労働組合
  - RFユニオン
  - 茨城放送労働組合
  - テレフィット労働組合
  - 日テレ制作グループ労働組合[7]
  - TBSアクト労組
  - テレビ朝日映像労働組合
  - テレビ朝日サービス労働組合
  - 放映サービス労働組合
  - 日本脚本家連盟職員労働組合
  - テクノマックス労働組合
  - 放送スタッフユニオン
  - バップ労働組合
  - 東通労働組合
- 北陸信越地方連合会[8]
  - 北日本放送労働組合
  - 北陸放送労働組合
  - 福井テレビ労働組合
  - 福井テレビ開発労働組合
  - 富山テレビ放送労働組合
  - テレビ信州労働組合
  - テレビ信州エンタープライズ労働組合
  - テレビ金沢労働組合
  - テレビ新潟労働組合
  - 北陸東通労働組合
- 東海地方連合会
  - 静岡第一テレビ労働組合
  - 静岡朝日テレビ労働組合
  - CBCクリエイション労働組合
  - 名古屋東通労働組合
- 近畿地方連合会
  - 毎日放送労働組合
  - 朝日放送労働組合
  - 読売テレビ放送労働組合
  - 関西テレビ放送労働組合
  - サンテレビジョン労働組合
  - 京都放送労働組合
  - 和歌山放送労働組合
  - 奈良テレビ放送労働組合
  - びわ湖放送労働組合
  - ラジオ大阪労働組合
  - ラジオ関西労働組合
  - エフエム大阪労働組合
  - 毎日映像音響システム労働組合
  - 近畿地区労働組合
  - ABCメディアコム労働組合
  - ytvNextry労働組合
  - 大阪東通労働組合
  - 朝日放送ラジオ・スタッフユニオン
- 九州地方連合会
  - KBC映像労働組合[9]
  - 長崎ビジョン労働組合

## 主張
放送倫理・番組向上機構（BPO）が『ニュース女子』の沖縄基地反対運動についての報道についての意見書で、「重大な放送倫理違反があった」としつつ、「他のメディアが取り上げない事実や情報を伝えようとする試みは重要」「一方の側の見解のみを伝え、反対側の見解を一切無視することは許されない」と「両論併記」の重要性を述べた事に対し、「沖縄の苦悩に『両論併記』はありえない」と題した委員長談話にて「（BPOの意見書により）ネット上に蔓延しているような沖縄への差別的な言説は、根拠に乏しい意図的な虚偽情報であることが改めて明らかになったと言える。最近はこうした情報も含めて『多角的な論点』として紹介されるケースがみられるが、米軍基地が過剰に集中していることによる被害に悩まされ続けている沖縄の現実を思えば、そこにはもはや形式的な『両論併記』はありえないのではないだろうか」と主張した。